# Nylanderia
Nylanderia és un gènere de formigues de la subfamília dels formicins (Formicinae). Té una distribució mundial incloent-hi a la península Ibèrica.

## Espècies
El gènere Nylanderia inclou 123 espècies, de les quals dues viuen a la península Ibèrica:
- Nylanderia jaegerskioeldi (Mayr, 1904)
- Nylanderia vividula (Nylander, 1846)

Ambdues espècies es classificaven abans dins del gènere Paratrechina.